# Crystal Lake (Iowa)
Pour les articles homonymes, voir Crystal Lake.
La ville américaine de Crystal Lake est située dans le comté de Hancock, dans l’État de l’Iowa. Elle comptait 250 habitants lors du recensement de 2010.

## Source
- (en) Cet article est partiellement ou en totalité issu de l’article de Wikipédia en anglais intitulé « Crystal Lake, Iowa » (voir la liste des auteurs).